# تمساح کوبایی
تمساح کوبایی (نام علمی: Crocodylus rhombifer) نام یک گونه از سرده گاندوها است.